# Petronela Rotar
Petronela Rotar (n. 1977, Brașov) este o poetă, eseistă, prozator și jurnalistă română.

## Biografie
Rotar a practicat jurnalismul timp de 18 ani ca reporter pentru stațiile locale de știri ale Pro TV, Antena 1 sau Realitatea TV în Brașov. 
A început să publice poezii în 2014. Primul ei roman Orbi apărut în 2017 și a fost cea mai bine vândută carte a anului. Romanul a fost propus pentru a fi ecranizat.
În anul 2018 a lansat romanul “Privind înăuntru” care a primit distincția Cartea anului, la Premiile Culturale ale Consorțiului Corona Brașov.

## Opera
Poezii
- O să mă știi de undeva, Editura Herg Benet, București, 2014. ISBN: 9978-606-8530-19-2
- Efectul pervers, Editura Herg Benet, București, 2015. ISBN: 978-606-763-026-8

Proză
- Alive, Editura Herg Benet, București, 2014. ISBN: 9786068530536
- Sfârșitul nopții, Editura Herg Benet, București, 2016. ISBN: 9786067630886
- Orbi, Editura Herg Benet, București, 2017. ISBN: 9786067631487
- Privind înăuntru, Editura Herg Benet, București, 2018. ISBN: 978-606-763-204-0
- Ajută-mă să nu dispar, Editura Herg Benet, 2019 București,ISBN: 978-606-763-258-3